# Bistorta attenuatifolia
Bistorta attenuatifolia är en slideväxtart som beskrevs av Miyam. & H.Ohba. Bistorta attenuatifolia ingår i släktet ormrötter, och familjen slideväxter. Inga underarter finns listade i Catalogue of Life.